# Monumento da Renascença Africana
Foto do monumento tirada em 2018
O Monumento da Renascença Africana (em francês:  Le Monument de la Renaissance africaine) é um gigantesco monumento estatuário de bronze que representa os 50 anos da independência do Senegal, localizado na cidade de Dakar. Conta com 49 metros de altura e custou US$ 27 milhões.
O monumento fica no topo de uma das duas colinas gémeas chamadas Collines des Mamelles, nos arredores de Dakar. Com vista sobre o oceano Atlântico, no subúrbio de Ouakam, foi desenhado pelo arquiteto senegalês Pierre Goudiaby, segundo uma sugestão apresentada pelo presidente Abdoulaye Wade, e construído pelo Estúdio de Arte Mansudae, da Coreia do Norte. O arranque das obras preparatórias deu-se no topo da colina de 100 m de altitude em 2006, e a construção da estátua de bronze começou 3 de abril de 2008. O plano original previa o fim da construção em 2009, mas vários atrasos fizeram com que fosse terminada em 2010, e em 4 de abril de 2010, no dia nacional do Senegal, foi inaugurada, para coincidir com o 50.º aniversário da independência senegalesa.  É a mais alta estátua do mundo fora da Ásia e da antiga União Soviética.
Outro fator de crítica está relacionado com a alegada fração no preço das entradas que o presidente Wade reclama, por via da sua ideia para o monumento.